# الأنبا سوريال
سوريال (من مواليد 9 مايو 1963) هو أسقف قبطي في لوس أنجلوس، الولايات المتحدة. قاد سابقًا أبرشية ملبورن والمناطق التابعة لها في أستراليا من 1999 إلى 2018، وعمل أولاً أسقفًا في نيوجيرسي، الولايات المتحدة، في أبرشية أمريكا الشمالية.

## النشأة
ولد سوريال في بورسعيد بمصر. عندما كان في الثالثة من عمره، هاجرت عائلته إلى سيدني حيث كانوا أعضاء مؤسسين لكنيسة القديسة مريم والقديس مينا وهي أول كنيسة قبطية أرثوذكسية في أستراليا. تلقى تعليمه في مدرسة ماريكفيل ويست العامة، ومدرسة تيمبي الثانوية، وجامعة سيدني حيث حصل على بكالوريوس العلوم، ومعهد سيدني للتعليم حيث حصل على دبلوم التربية. قام بتدريس الرياضيات في مدارس فيرفال ودولويتش الثانوية.

## بداية التكريس
في رحلة إلى مصر والشام عام 1985، التقى سوريال بالبابا شنودة الثالث، والذي كان له تأثير ملهم على الشباب. عند عودته إلى أستراليا بدأ في قيادة الاجتماعات والمؤتمرات الشبابية في الكنيسة وترجم أحد كتب البابا إلى اللغة الإنجليزية «حياة التوبة والنقاوة». في عام 1990، كان سوريال ممثل الشباب في مجلس الشمامسة في نيو ساوث ويلز، وفي العام التالي في الجمعية السابعة لمجلس الكنائس العالمي في كانبرا، التقى مرة أخرى بالبابا. شارك سوريال في هذا الحضور رغبته في تكريس حياته فدعاه البابا إلى دير القديس بيشوي في مصر، حيث تم تكريسه راهبًا في 6 يوليو 1991.

## كاهن وأسقف
في 8 يونيو 1993، رُسِمَ سوريال كاهنًا واستمر في الخدمة في الدير قبل أن ينتقل إلى كنيسة القديس مرقس القبطية الأرثوذكسية الوليدة في هونولولو، الولايات المتحدة، في عام 1996. هناك عاش ودرس مع المجتمع الروماني الكاثوليكي المحلي. في 15 يونيو 1997 رُسم أسقفًا وانتقل لاحقًا من ذلك العام لإدارة أبرشية أمريكا الشمالية القبطية ومقرها نيوجيرسي حيث تضمنت خدمته القيام بجولات للتواصل مع الكنائس وإنشاء جمعية مباركة هي أمريكا الخيرية. في عام 1998 أكمل سنة أخرى من الدراسة للحصول على درجة الماجستير في التربية المسيحية في مدرسة القديس فلاديمير اللاهوتية الأرثوذكسية.

## ملبورن
في 10 نوفمبر 1999، تم تعيين سوريال كأول أسقف لملبورن، وكانبيرا، وتسمانيا، وجنوب أستراليا، وغرب أستراليا، ونيوزيلندا، وتم تنصيبه في أبرشيته في 4 ديسمبر 1999. بعد تعيينه في ملبورن، أكمل درجة الماجستير في التربية الدينية في الجامعة الأسترالية الكاثوليكية وحصل على الدكتوراه من جامعة فوردهام في 20 مارس 2014. كانت أطروحته للدكتوراه «حبيب جرجس، المربي القبطي الأرثوذكسي ونور في الظلام» التي أعيدت صياغتها في كتاب نُشر عام 2017. أصبح أستاذًا مشاركًا وعميدًا في كلية القديس أثناسيوس، وهي كلية مكونة لجامعة اللاهوت حيث ألقى محاضرات في التربية الدينية، وخدمة الشباب، والأديان المقارنة، والعظات اللاهوتية واللاهوت الرعوي.
تحت قيادته، أنشأت الكنيسة مركزًا قبطيًا جديدًا وكلية لاهوتية في كوبرغ في عام 2000، وبعد أن نمت في غضون عامين، انتقل مقر المركز إلى دير الرهبانية الكرميلية السابق في كلية وايتفريرز في دونفيل، فيكتوريا. في عام 2015، قامت الكنيسة ببناء برج سكني جديد في منطقة الأعمال المركزية ومجمع ديني. يضم المجمع الديني كنيسة للقديس فيرينا والقديس بيشوي وكلية القديس أثناسيوس.
حصل علي شهادة الدكتوراه الفخرية من الجامعة الكاثوليكية الأسترالية عام 2017.
في عام 2018، أدت شكوى إلى اللجنة الأسترالية للجمعيات الخيرية والمنظمات غير الربحية إلى تحقيق مع الأبرشية التي كان الأسقف سوريال هو صانع القرار النهائي فيها بموجب الدستور الأسترالي. ووضعت اللجنة إجراءات وضوابط لضمان امتثال الأبرشية لحسن الإدارة ولاعداد التقارير المطلوبة.
قام بحملة علنية ضد إدراج علامات الصلبان المقلوبة في العلامة التجارية لمهرجان دارك موفو في هوبارت، حيث صرح إنه كان مسيئًا للمسيحيين وبشكل خاص لهؤلاء الذين عاشوا وسط الاضطهادات، والعديد من المسيحيين الآخرين الذين فقدوا أحباءهم أو عانوا أنفسهم من أجلهم. إيمان.
في 5 نوفمبر 2018، أعلن الأسقف سوريال رسميًا استقالته من منصبه كاسقف لأبرشية ملبورن، مشيرًا إلى فرحته لرؤية الكنيسة المجيدة أكثر من رؤيته للضعف والام «الإهانات والتهديدات بالقتل والنميمة والطعن في الظهر». أعلن استقالته عبر وسائل التواصل الاجتماعي.

## لوس أنجلوس
في 15 فبراير 2019، أُعلن أن الأسقف سوريال سيبدأ الخدمة في أبرشية لوس أنجلوس، جنبًا إلى جنب مع المطران سرابيون، وسيتم اعفائه بشكل دائم من أبرشية ملبورن.

## الاساقفة في أبرشية لوس أنجلوس
- الأنبا سرابيون مطران لوس أنجيلوس وجنوب كاليفورنيا وهاواي
- الأنبا كيرلس الأسقف العام للتعليم المسيحي لأبرشية لوس أنجلوس وجنوب كاليفورنيا وهاواي
- الأنبا أبراهام الأسقف العام للدياكونيا (الخدمات الاجتماعية) في أبرشية لوس أنجلوس وجنوب كاليفورنيا وهاواي
- الأنبا سوريال الأسقف المساعد في أبرشية لوس أنجلوس وجنوب كاليفورنيا وهاواي